# 苏门四学士
蘇門四學士即黃庭堅、秦观、晁补之、张耒四人合稱。

## 生平
都出蘇軾門下，最先将此四人並稱加以宣传即苏轼本人。他说:“如黄庭坚鲁直、晁补之无咎、秦观太虚、张耒文潜之流，皆世未之知，而轼独先知。”（《答李昭玘书》）。另，蘇門四學士又與陳師道、李廌合稱蘇門六君子，亦有稱蘇門六君子為蘇門四學士及陳師道、陳與義者。